# Convair XC-99
Convair XC-99 – amerykański, prototypowy samolot transportowy będący zmodyfikowaną do tego celu wersją maszyny Convair B-36 Peacemaker. Zbudowany pojedynczy egzemplarz samolotu był największą maszyną z silnikiem tłokowym bazowania lądowego, jaką skonstruowano w historii. Pomimo przyjęcia maszyny na stan United States Air Force, samolot podczas całego okresu swojej służby miał status maszyny prototypowej.

## Historia

### Geneza

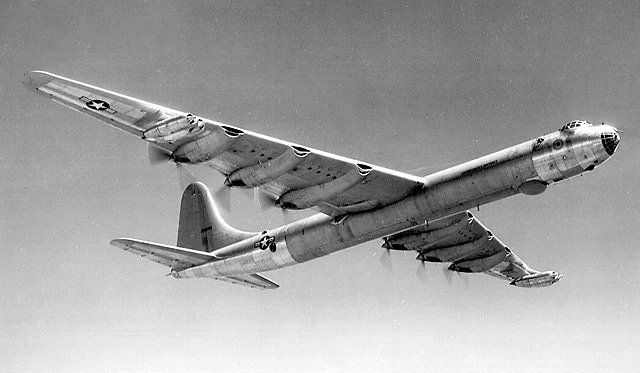
Convair B-36 Peacemaker

15 listopada 1941 roku firma Consolidated Aircraft podpisała kontrakt na budowę dwóch prototypów XB-36, późniejszych bombowców B-36 Peacemaker. Początkowo samolot miał być montowany w zakładach w San Diego w Kalifornii, ale obawiając się ewentualnego ataku Japończyków na Zachodnie Wybrzeże Stanów Zjednoczonych produkcję bombowca przeniesiono do Fort Worth w Teksasie. W tym samym czasie w Teksasie trwała już mająca większy priorytet produkcja samolotów Consolidated B-24 Liberator. Równolegle trwały również prace nad innym projektem kolejnego bombowca wytwórni Consolidated, samolotem B-32 Dominator, a Boeing opracowywał przyszły Boeing B-29 Superfortress. Czynniki te spowodowały, że prace nad nową konstrukcją posuwały się bardzo powoli. W tych okolicznościach wytwórnia zaproponowała United States Army Air Forces opracowanie transportowej wersji XB-36, która mogła być zbudowana i przetestowana zdecydowanie szybciej niż maszyna bombowa. Tym bardziej, że już od maja 1942 roku opracowywano pasażerską wersję samolotu, którą oznaczono jako Model 36 Transport. Maszyna miała być zdolna do przewozu 144 pasażerów na dwóch pokładach ciśnieniowego kadłuba. Realia wojny odsunęły w przyszłość cywilny samolot, a prace podążyły w kierunku budowy maszyny transportowej, określanej jako Model 37, zdolnej do przewozu 400 żołnierzy, 300 rannych w wersji sanitarnej lub 45 359 kg ładunku również na dwóch pokładach, ale nieciśnieniowego kadłuba. USAAF wyraziła zgodę, podpisując 31 grudnia 1942 roku kontrakt W535-ac-34454 na budowę prototypu samolotu określanego jako XC-99 z zastrzeżeniem, że prowadzone prace nie wpłyną opóźniająco na projekt XB-36.

### Projekt

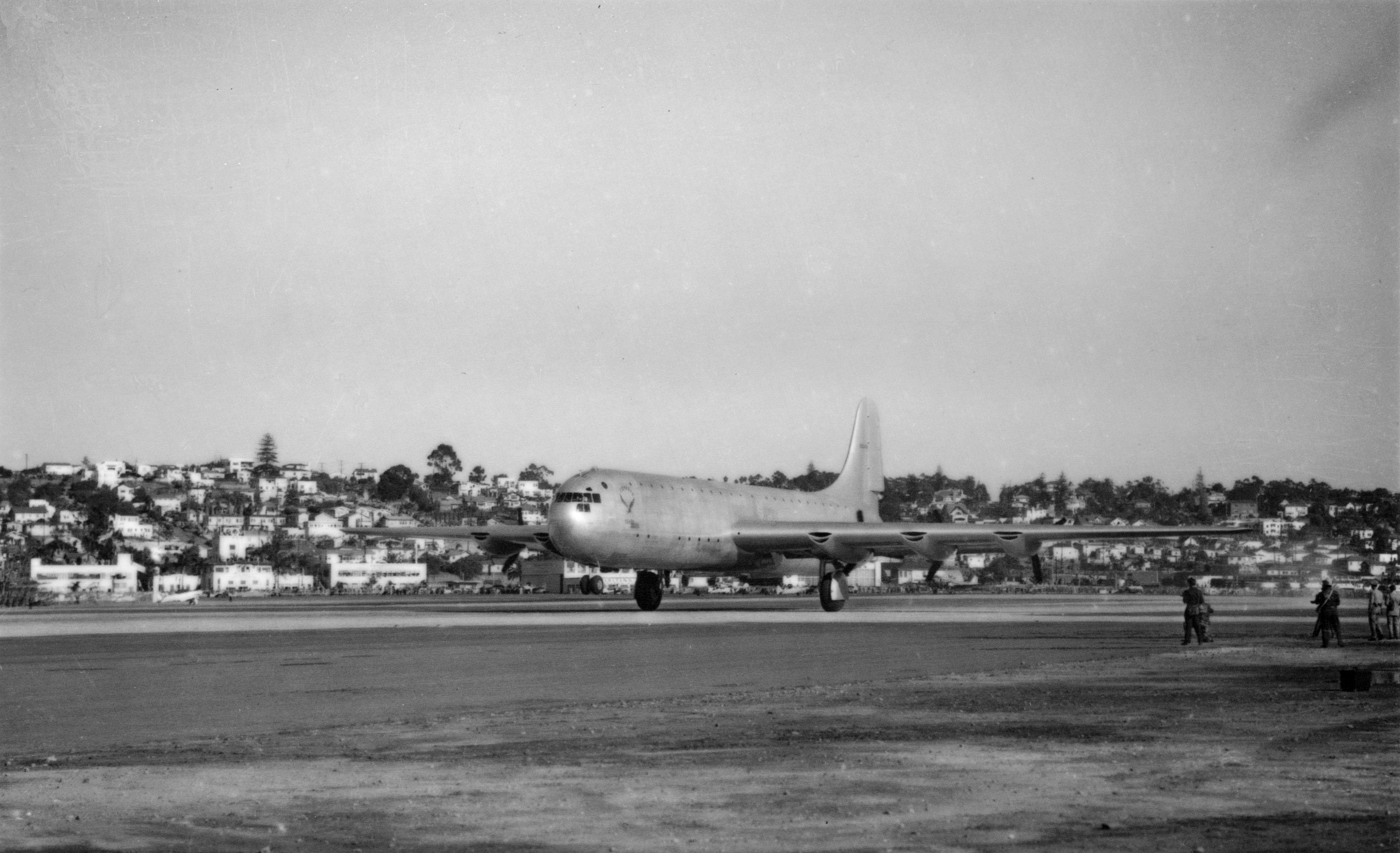
Lądujący XC-99, widoczne jeszcze pojedyncze koła podwozia głównego

W maju 1944 roku zespół inżynierów pod kierunkiem Robertsa R. Hoovera przeniesiono do San Diego gdzie rozpoczęto budowę makiety samolotu. W Kalifornii powstawał nowy kadłub maszyny. Skrzydła, podwozie i usterzenie miały pochodzić od B-36, którego linia montażowa znajdowała się w Fort Worth. Po dostarczeniu koleją z Teksasu wspólnych dla obu maszyn elementów, ostateczny montaż XC-99 odbywał się na wolnym powietrzu. W kalifornijskich zakładach nie było na tyle wysokiego budynku, który mógłby pomieścić liczącą ponad 17 metrów wysokości konstrukcję. 23 listopada 1947 roku (niektóre źródła podają datę o dzień późniejszą) XC-99 o numerze seryjnym 43-52436 po raz pierwszy wzbił się w powietrze. Za sterami maszyny siedzieli Russel R. Rogers i Beryl A. Errickson, pozostałą załogę stanowili radiooperator William C. Geopfarth, obserwatorzy L.J. Bordelon i Larry Brandvig, inżynierowie pokładowi B.B. Gray i Mel Clause oraz inżynierowie monitorujący przebieg testowego lotu T. Ready i Gil A. Hofeller. Pierwsza faza prób w locie trwała osiemnaście miesięcy, podczas których maszyna wykonała dziesięć lotów. W grudniu 1948 roku zmodernizowano podwozie główne. Pojedyncze koła każdego z wózków zamieniono na czterokołowe wózki z kołami o średnicy 1,42 m. Spowodowane było to ogromnym naciskiem, jakie wywierały pojedyncze koła o średnicy 2,79 m, co czyniło je największymi kołami podwozia głównego w historii lotnictwa. Poza rekordowym rozmiarem powodowało to również to, iż na terenie Stanów Zjednoczonych były jedynie trzy lotniska, których płyty mogły wytrzymać taki ciężar. Wymiana wózków i kół spowodowała potrzebę powiększenia wnęk w skrzydłach, do których chowane było podwozie główne. 15 kwietnia 1949 roku wykonano ostatni, dziesiąty lot w ramach pierwszego etapu prób. Był to o tyle niezwykły lot, na pokładzie samolotu umieszczono 45 359 kg cynkowych prętów. Był to wówczas największy ładunek, jaki uniesiony został w powietrze na pokładzie samolotu. Od 23 kwietnia do 7 maja swoje badania w locie prowadziła US Air Force, która 26 maja 1949 roku przyjęła samolot na swoje uzbrojenie.

## Służba

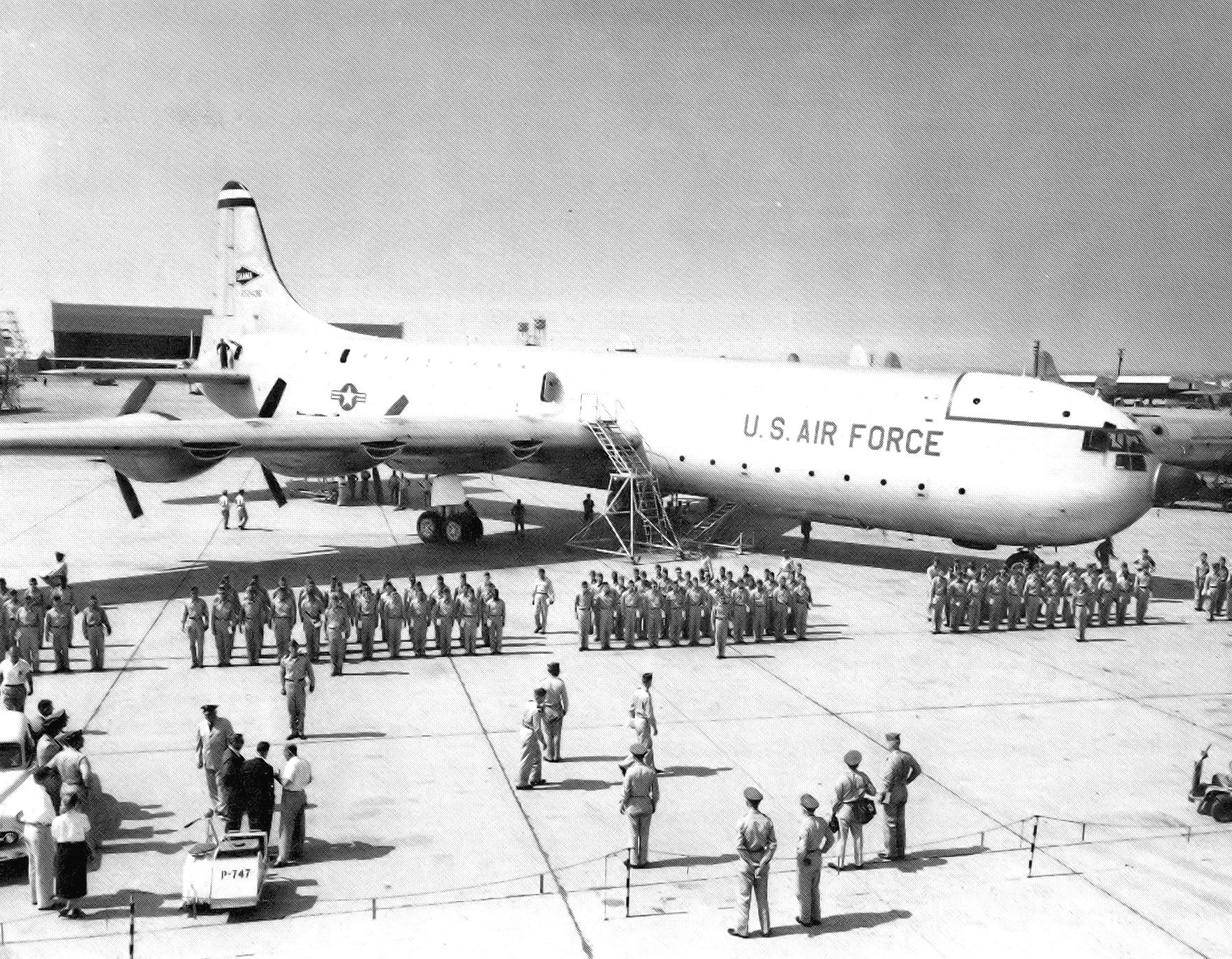
XC-99 w Kelly Air Force Base

Samolot znalazł się na wyposażeniu 436th Bombardment Squadron wchodzącego w skład 7th Bomb Wing z Carswell Air Force Base mieszczącej się w Fort Worth. 9 czerwca 1949 roku maszyna odbyła swój pierwszy lot w składzie nowego dywizjonu. Kolejne pięć lotów przebiegało bez zakłóceń, aż do awaryjnego lądowania na terenie Kelly Air Force Base. W teksańskiej bazie maszyna spędziła ponad rok, podczas którego przeprowadzono szereg zmian w konstrukcji, między innymi zastępując silniki Pratt & Whitney R-4360-25 Wasp Major mocniejszymi jednostkami Pratt & Whitney R-4360-41. 20 marca 1950 roku doszło do eksplozji lewego wewnętrznego zbiornika, co wydłużyło prowadzone prace. Po ich zakończeniu XC-99 wzbił się ponownie w powietrze 3 lipca 1950 roku. 14 lipca 1950 roku maszyna po raz pierwszy wzięła udział w operacji Elephant (słoń), której celem był przewóz silników i śmigieł do B-36 z San Diego do Kelly Air Force Base w San Antonio, w której mieściła się San Antonio Air Material Area odpowiedzialna za obsługę techniczną bombowców B-36. Na początku 1951 roku dokonano kilku modernizacji w samolocie, między innymi wzmocniono golenie podwozia, dzięki czemu wzrosła masa startowa maszyny do 145 149 kg. Od lipca 1951 roku XC-99 rozpoczął regularne loty na trasie Kelly Air Force Base - McClellan Air Force Base. W sierpniu 1953 roku XC-99 wykonał swój najdłuższy przelot, pokonując trasę liczącą 19 000 km do Rhein-Main Air Base w Niemczech, po drodze lądując na Bermudach i Azorach. W maju 1955 roku XC-99 wykorzystano do transportu ładunków potrzebnych przy budowie stacji radiolokacyjnych budowanych w ramach projektu Distant Early Warning Line. Samolot latał na trasie z Dover Air Force Base do Islandii. 19 marca 1957 roku maszyna po raz ostatni wzbiła się w powietrze. W 1955 roku rozpoczął się proces wprowadzanie do linii maszyn Boeing B-52 Stratofortress, a tym samym wycofywania B-36. Tym samym utrzymywanie pojedynczego XC-99, który będąc w służbie cały czas miał status prototypu przestało być ekonomicznie uzasadnione. Tym bardziej, że po wojnie w Korei siły powietrzne nie widziały już potrzeby posiadania tak dużej maszyny transportowej i nie podjęły decyzji o uruchomieniu jej produkcji seryjnej. Podczas swojej służby samolot wylatał 7430 godzin przewożąc w sumie 27 215 ton ładunków.

## Zabytek
6 listopada 1957 roku maszyna po zdemontowaniu części wyposażenia przekazana została organizacji Disabled American Veterans, która przejęła na siebie utrzymanie maszyny. Samolot umieszczono w Kelly Air Force Base, ale w części pozalotniskowej i udostępniono zwiedzającym. Koszty utrzymania XC-99 okazały się za duże jak na możliwości organizacji i w 1976 roku wrak maszyny stał się własnością San Antonio Memorial Air Museum. Plany budowy specjalnego hangaru, w którym eksponowano by maszynę i poddawano zabiegom konserwacji, z powodów ekonomicznych również nie doszły do skutku i w 1980 roku XC-99 ponownie zmienił właściciela. Tym razem została nim organizacja American Aviation Research Association, od której XC-99 odkupiony został w 1993 roku przez Kelly Field Heritage Foundation. Dzięki jej staraniom samolot został poddany zabiegom konserwacyjnym i miał zostać przygotowany do celów wystawienniczych. Ostatecznie maszyna została przejęta przez National Museum of the United States Air Force. W styczniu 2004 roku rozpoczął się demontaż samolotu. Jego części na pokładzie Lockheed C-5 Galaxy przewieziono do Wright-Patterson Air Force Base, gdzie mieści się muzeum. W 2008 roku zakończono etap przetransportowania maszyny i rozpoczęto prace mające na celu przywrócić dawny wygląd XC-99 i udostępnić go zwiedzającym.

## Konstrukcja

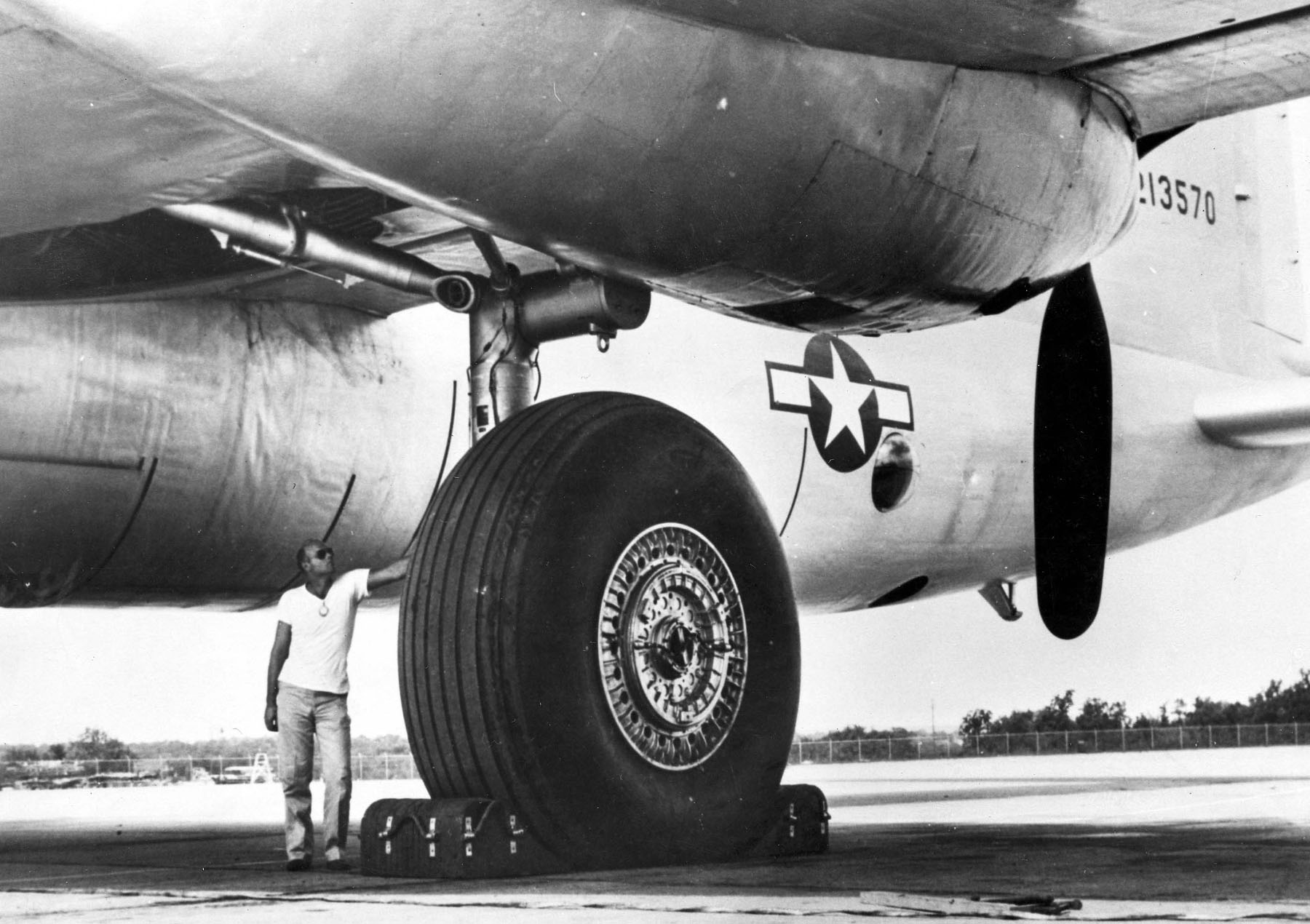
Pojedyncze koło głównego podwozia B-36, takie samo posiadał XC-99 przed wymianą

XC-99 był całkowicie metalowym, wolnonośnym dolnopłatem napędzanym sześcioma pchającymi silnikami tłokowymi. Maszyna była zdolna do przewozu maksymalnie 53 070 kg ładunku lub 400 żołnierzy z pełnym wyposażeniem. Nieciśnieniowy, dwupokładowy kadłub wykonano ze stopów aluminium i magnezu. Górny pokład podzielony był na cztery, a dolny na dwa przedziały. Na wyposażeniu maszyny znajdowały się cztery wyciągarki i dźwig ułatwiający załadunek. Skrzydła o profilu NACA 63,4-422A u nasady i NACA 63,4-517A na końcu, wyposażone w wypuszczane elektrycznie trzy pary klap szczelinowych na krawędzi spływu i lotki. W każdym z płatów umieszczono po trzy zbiorniki paliwa. Podwozie hydraulicznie chowane, trójzespołowe z przednim podparciem i dodatkową płozą zamontowaną w części ogonowej kadłuba. Podwozie przednie chowane do wnęki w kadłubie, we wnęce znajdowało się również główne wejście do kabiny pilotów, podwozie główne chowane do wnęk w skrzydłach. Maszyna posiadała sześć, 28-cylindrowych, chłodzonych powietrzem silników gwiazdowych Pratt & Whitney R-4360-41 Wasp Major napędzających trójłopatowe, przestawialne śmigła Curtiss Wright o średnicy 5,79 m wyposażone w rewers skracający dobieg samolotu. Załoga składała się z dziesięciu osób: dwóch pilotów, nawigatora, radiooperatora, inżyniera pokładowego, czterech obserwatorów i operatora urządzeń elektrycznych. Załoga miała do dyspozycji koje i wyposażenie do przygotowywania i przechowywania posiłków. W kabinie pilotów zamontowano dwie butle z tlenem wystarczające do pracy dziesięcioosobowej załogi przez 7 godzin podczas lotu na dużej wysokości.

## Wersje
- Wersja pasażerska - w obliczu zbliżającego się końca wojny, zainteresowanie pasażerską wersją transportowca wyraziły linie lotnicze Pan Am. W lutym 1945 roku Pan Am złożył zamówienie na 15 pasażerskich maszyn. Ich projekt przewidywał możliwość przewożenie na dwóch pokładach 204 pasażerów. 120 na pokładzie górnym i 84 na dolnym. Maszyna miała być również wyposażona w 27 pomieszczeń sypialnych. Pod koniec 1945 roku zamówienie zostało anulowane.
- Wodnosamolot - równolegle z pracami projektowymi nad wersją pasażerską, Pan Am wystosował zapytanie dotyczące pasażerskiej wersji opartej na konstrukcji wodnosamolotu. Projekt zakładał budowę górnopłatu z silnikami umieszczonymi na krawędzi natarcia skrzydła z przeciwbieżnymi śmigłami.
- C-99 - seryjna wersja transportowego XC-99. Maszyna miała zostać wyposażona w otwierane rampy ładunkowe umieszczone w dziobie i z tyłu samolotu. Wyższy pokład dolny, ciśnieniowa kabina pilotów i pokład górny, na którym można było przewozić 183 żołnierzy (liczba całkowita nie zmieniła się i na obydwu pokładach było miejsce na 400 żołnierzy wraz z wyposażeniem). Wzrosła maksymalna masa startowa samolotu, ale bez wzrostu masy przewożonego ładunku. Planowano zainstalować silniki Pratt & Whitney R-4360-53 o mocy 3800 KM każdy. US Air Force podjęła decyzję o przyjęciu maszyn Boeing C-97 Stratofreighter i Douglas C-124 Globemaster II, rezygnując z budowy seryjnych C-99.